# IIHF Inlinehockey-Weltmeisterschaft 2009
Die 13. IIHF Inlinehockey-Weltmeisterschaft wurde vom 6. bis 13. Juni 2009 zum fünften Mal in Deutschland ausgetragen. Als Spielort fungiert Ingolstadt, wo in der Saturn-Arena sowie einer Nebenhalle gespielt wird.

## Teilnehmer

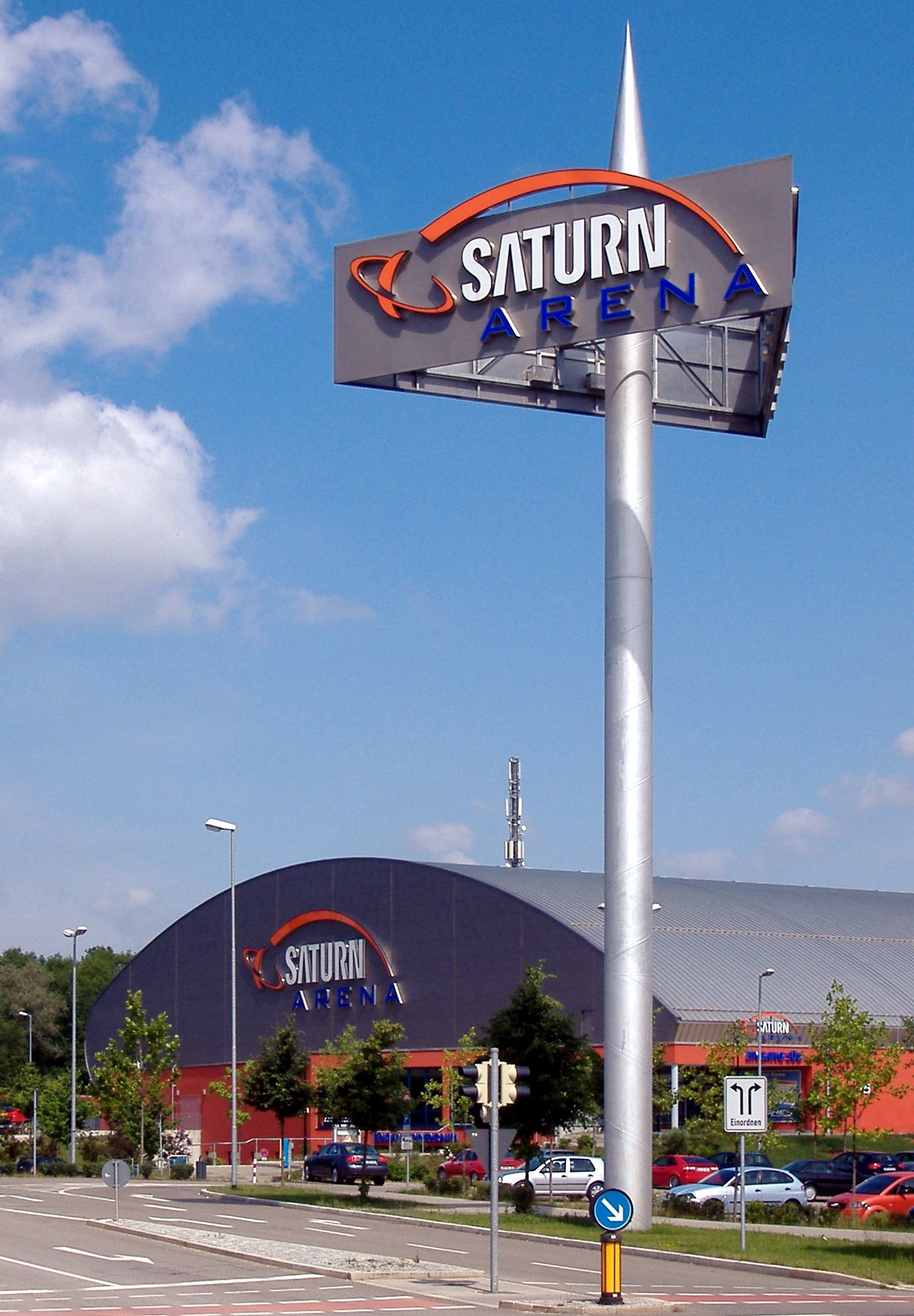
Die Saturn-Arena

Die 16 Teams werden, wie schon bei den vorherigen Weltmeisterschaften, in der Top Division und der Division I aufgeteilt. Aus den Ergebnissen der Weltmeisterschaft 2008 ergibt sich folgende Aufteilung:
| Top Division | Schweden   | Slowakei               | Deutschland | Vereinigte Staaten |
|              | Slowenien  | Tschechien             | Finnland    | Kanada             |
| Division I   | Österreich | Vereinigtes Königreich | Brasilien   | Australien         |
|              | Japan      | Ungarn                 | Taiwan      | Südafrika          |

### Qualifikation
Nach dem Abstieg von Bulgarien und Neuseeland aus der Division I im Vorjahr waren noch zwei Plätze für das Turnier offen.
Als asiatisch-ozeanischer Qualifikant wurde Taiwan vom Verband nominiert. In der afrikanischen Qualifikation setzte sich Südafrika gegen Namibia durch. Die beiden Partien der Serie im Modus Best-of-Two fanden am 24. und 30. August 2008 statt. Südafrika gewann das erste Spiel mit 3:2, wodurch ein 1:1 im Rückspiel für die Weltmeisterschaftsteilnahme ausreichte.

## Vorrunde
In der Vorrunde spielten die Teams in vier Gruppen à vier Teams die Platzierungen für das Viertelfinale aus. Die beiden Gruppenletzten der Top Division mussten im Anschluss gegen die Gruppensieger der Division I eine anschließende Qualifikation um die Viertelfinal-Qualifikation austragen.

### Top Division
Gruppe A
In der ausgeglichenen Gruppe A setzte sich das US-amerikanische Team vor dem amtierenden Weltmeister Schweden durch. Als Dritter erreichte Tschechien das Viertelfinale, obwohl sie am Schlusstag der Vorrunde Aufsteiger Kanada unterlagen, die somit in die Viertelfinal-Qualifikation mussten.
| 7. Juni 2009 14:00 Uhr | USA        | 6:5 n. P. (2:3, 1:0, 1:0, 1:2, 0:0, 1:0) Spielbericht | Tschechien | Saturn-Arena, Ingolstadt Zuschauer: 843 |
| 7. Juni 2009 18:00 Uhr | Kanada     | 4:6 (2:0, 2:3, 0:1, 0:2) Spielbericht                 | Schweden   | Saturn-Arena, Ingolstadt Zuschauer: 751 |
| 8. Juni 2009 16:00 Uhr | USA        | 7:4 (2:1, 2:0, 0:0, 3:3) Spielbericht                 | Kanada     | Saturn-Arena, Ingolstadt Zuschauer: 250 |
| 8. Juni 2009 18:00 Uhr | Schweden   | 8:9 (2:2, 3:1, 2:4, 1:2) Spielbericht                 | Tschechien | Saturn-Arena, Ingolstadt Zuschauer: 350 |
| 9. Juni 2009 14:00 Uhr | Tschechien | 3:4 (2:1, 0:1, 1:1, 0:1) Spielbericht                 | Kanada     | Saturn-Arena, Ingolstadt Zuschauer: 270 |
| 9. Juni 2009 18:00 Uhr | Schweden   | 7:6 n. P. (0:2, 2:1, 2:1, 2:2, 0:0, 1:0) Spielbericht | USA        | Saturn-Arena, Ingolstadt Zuschauer: 890 |

| Pl. |            | Sp | S | OTS | OTN | N | Tore  | Punkte |
| 1.  | USA        | 3  | 1 | 1   | 1   | 0 | 19:16 | 6      |
| 2.  | Schweden   | 3  | 1 | 1   | 0   | 1 | 21:19 | 5      |
| 3.  | Tschechien | 3  | 1 | 0   | 1   | 1 | 17:18 | 4      |
| 4.  | Kanada     | 3  | 1 | 0   | 0   | 2 | 12:16 | 3      |

Gruppe B
Die Gruppe B sah das deutsche Team souverän mit drei Siegen das Viertelfinale erreichen. Gespickt mit diversen Spielern aus der Deutschen Eishockey Liga, darunter Thomas Greilinger, Michael Wolf, Patrick Reimer und Eduard Lewandowski, konnten sie die Vorrunde mit neun Punkten und 27:10 Toren beenden. Dahinter belegten Finnland und Slowenien die Plätze, während der Silbermedaillengewinner des Vorjahres, die Slowakei, in die Viertelfinal-Relegation musste.
| 6. Juni 2009 19:00 Uhr | Deutschland | 7:5 (3:1, 0:1, 3:2, 1:1) Spielbericht            | Slowenien   | Saturn-Arena, Ingolstadt Zuschauer: 2.500 |
| 7. Juni 2009 16:00 Uhr | Slowenien   | 8:7 n. V. (2:0, 2:1, 1:2, 2:4, 1:0) Spielbericht | Slowakei    | Saturn-Arena, Ingolstadt Zuschauer: 861   |
| 7. Juni 2009 20:00 Uhr | Deutschland | 7:1 (1:1, 2:0, 1:0, 3:0) Spielbericht            | Finnland    | Saturn-Arena, Ingolstadt Zuschauer: 2.600 |
| 8. Juni 2009 20:00 Uhr | Slowakei    | 0:5 (0:3, 0:1, 0:1, 0:0) Spielbericht            | Finnland    | Saturn-Arena, Ingolstadt Zuschauer: 250   |
| 9. Juni 2009 16:00 Uhr | Finnland    | 4:3 (2:0, 2:0, 0:2, 0:1) Spielbericht            | Slowenien   | Saturn-Arena, Ingolstadt Zuschauer: 204   |
| 9. Juni 2009 20:00 Uhr | Slowakei    | 4:13 (0:2, 3:3, 1:3, 0:5) Spielbericht           | Deutschland | Saturn-Arena, Ingolstadt Zuschauer: 2.400 |

| Pl. |             | Sp | S | OTS | OTN | N | Tore  | Punkte |
| 1.  | Deutschland | 3  | 3 | 0   | 0   | 0 | 27:10 | 9      |
| 2.  | Finnland    | 3  | 2 | 0   | 0   | 1 | 10:10 | 6      |
| 3.  | Slowenien   | 3  | 0 | 1   | 0   | 2 | 16:18 | 2      |
| 4.  | Slowakei    | 3  | 0 | 0   | 1   | 2 | 11:26 | 1      |

### Division I
Gruppe C
Souverän konnte Absteiger Österreich den Gruppensieg gewinnen und sich für die Viertelfinal-Relegation qualifizieren. Dahinter platzierten sich Australien und Japan, während der Aufsteiger aus Taiwan chancenlos den letzten Platz belegte.
| 7. Juni 2009 13:00 Uhr | Australien | 5:4 n. P. (1:1, 1:2, 1:1, 1:0, 0:0, 1:0) Spielbericht | Japan      | Saturn-Arena Halle 2, Ingolstadt Zuschauer: 350 |
| 7. Juni 2009 17:00 Uhr | Taiwan     | 5:19 (1:5, 1:6, 2:5, 1:3) Spielbericht                | Österreich | Saturn-Arena Halle 2, Ingolstadt Zuschauer: 390 |
| 8. Juni 2009 14:00 Uhr | Australien | 18:3 (3:0, 7:1, 4:2, 4:0) Spielbericht                | Taiwan     | Saturn-Arena, Ingolstadt Zuschauer: 65          |
| 8. Juni 2009 17:00 Uhr | Österreich | 8:1 (2:1, 0:0, 4:0, 2:0) Spielbericht                 | Japan      | Saturn-Arena Halle 2, Ingolstadt Zuschauer: 150 |
| 9. Juni 2009 13:00 Uhr | Japan      | 8:0 (1:0, 3:0, 2:0, 2:0) Spielbericht                 | Taiwan     | Saturn-Arena Halle 2, Ingolstadt Zuschauer: 135 |
| 9. Juni 2009 17:00 Uhr | Österreich | 7:0 (1:0, 3:0, 1:0, 2:0) Spielbericht                 | Australien | Saturn-Arena Halle 2, Ingolstadt Zuschauer: 225 |

| Pl. |            | Sp | S | OTS | OTN | N | Tore  | Punkte |
| 1.  | Österreich | 3  | 3 | 0   | 0   | 0 | 34:06 | 9      |
| 2.  | Australien | 3  | 1 | 1   | 0   | 1 | 23:14 | 5      |
| 3.  | Japan      | 3  | 1 | 0   | 1   | 1 | 13:13 | 4      |
| 4.  | Taiwan     | 3  | 0 | 0   | 0   | 3 | 08:45 | 0      |

Gruppe D
Ähnlich souverän wie Österreich in der Gruppe C belegten die Brasilianer in der Gruppe D den ersten Platz. Auf dem zweiten Platz folgte Großbritannien vor Ungarn. Aufsteiger Südafrika belegte den letzten Rang.
| 7. Juni 2009 15:00 Uhr | Brasilien      | 6:4 (2:0, 1:1, 0:3, 3:0) Spielbericht  | Ungarn         | Saturn-Arena Halle 2, Ingolstadt Zuschauer: 400 |
| 7. Juni 2009 19:00 Uhr | Südafrika      | 1:5 (0:3, 0:0, 1:1, 0:1) Spielbericht  | Großbritannien | Saturn-Arena Halle 2, Ingolstadt Zuschauer: 63  |
| 8. Juni 2009 15:00 Uhr | Brasilien      | 5:3 (3:1, 1:1, 1:1, 0:0) Spielbericht  | Südafrika      | Saturn-Arena Halle 2, Ingolstadt Zuschauer: 102 |
| 8. Juni 2009 19:00 Uhr | Großbritannien | 10:4 (2:1, 3:0, 1:3, 4:0) Spielbericht | Ungarn         | Saturn-Arena Halle 2, Ingolstadt Zuschauer: 123 |
| 9. Juni 2009 15:00 Uhr | Ungarn         | 11:2 (4:1, 2:0, 2:1, 3:0) Spielbericht | Südafrika      | Saturn-Arena Halle 2, Ingolstadt Zuschauer: 85  |
| 9. Juni 2009 19:00 Uhr | Großbritannien | 2:5 (0:0, 0:1, 1:0, 1:4) Spielbericht  | Brasilien      | Saturn-Arena Halle 2, Ingolstadt Zuschauer:     |

| Pl. |                | Sp | S | OTS | OTN | N | Tore  | Punkte |
| 1.  | Brasilien      | 3  | 3 | 0   | 0   | 0 | 16:09 | 9      |
| 2.  | Großbritannien | 3  | 2 | 0   | 0   | 1 | 17:10 | 6      |
| 3.  | Ungarn         | 3  | 1 | 0   | 0   | 2 | 19:18 | 3      |
| 4.  | Südafrika      | 3  | 0 | 0   | 0   | 3 | 06:21 | 0      |

## Viertelfinal-Qualifikation
In der Viertelfinal-Qualifikation trafen die Gruppenvierten der Top Division auf die Gruppenersten der Division I. Mit Kanada und der Slowakei setzten sich in beiden Duellen jeweils die Gruppenvierten der Top Division durch, die somit auch am Viertelfinale dieser Division teilnahmen. Österreich und Brasilien verblieben in der Division I, hatten aber durch einen Finalsieg in der Division I weiterhin eine Chance auf den Aufstieg in die A-Gruppe.
| 10. Juni 2009 16:00 Uhr | Kanada   | 4:3 (3:0, 0:1, 1:1, 0:1) Spielbericht | Österreich | Saturn-Arena, Ingolstadt Zuschauer: 238 |
| 10. Juni 2009 18:00 Uhr | Slowakei | 6:3 (1:0, 2:1, 1:1, 2:1) Spielbericht | Brasilien  | Saturn-Arena, Ingolstadt Zuschauer: 265 |

## Finalrunde

### Top Division
|  | Viertelfinale | Viertelfinale | Viertelfinale |  |  | Halbfinale | Halbfinale  | Halbfinale |  |  | Finale           | Finale           | Finale           |
|  |               |               |               |  |  |            |             |            |  |  |                  |                  |                  |
|  | A1            | USA           | 6             |  |  |            |             |            |  |  |                  |                  |                  |
|  | B4            | Slowakei      | 2             |  |  |            |             |            |  |  |                  |                  |                  |
|  |               |               |               |  |  | A1         | USA         | 8          |  |  |                  |                  |                  |
|  |               |               |               |  |  | B2         | Finnland    | 4          |  |  |                  |                  |                  |
|  | B2            | Finnland      | 4             |  |  |            |             |            |  |  |                  |                  |                  |
|  | A3            | Tschechien    | 3             |  |  |            |             |            |  |  |                  |                  |                  |
|  |               |               |               |  |  |            |             |            |  |  | A1               | USA              | 6                |
|  |               |               |               |  |  |            |             |            |  |  | A2               | Schweden         | 7                |
|  | B1            | Deutschland   | 8             |  |  |            |             |            |  |  |                  |                  |                  |
|  | A4            | Kanada        | 3             |  |  |            |             |            |  |  |                  |                  |                  |
|  |               |               |               |  |  | B1         | Deutschland | 6          |  |  |                  |                  |                  |
|  |               |               |               |  |  | A2         | Schweden    | 8          |  |  | Spiel um Platz 3 | Spiel um Platz 3 | Spiel um Platz 3 |
|  | A2            | Schweden      | 8             |  |  |            |             |            |  |  | B2               | Finnland         | 5                |
|  | B3            | Slowenien     | 3             |  |  |            |             |            |  |  | B1               | Deutschland      | 9                |

Viertelfinale
| 11. Juni 2009 14:00 Uhr | Schweden    | 8:3 (1:1, 2:0, 3:1, 2:1) Spielbericht            | Slowenien  | Saturn-Arena, Ingolstadt Zuschauer: 463   |
| 11. Juni 2009 16:00 Uhr | USA         | 6:2 (1:2, 0:0, 3:0, 2:0) Spielbericht            | Slowakei   | Saturn-Arena, Ingolstadt Zuschauer: 855   |
| 11. Juni 2009 18:00 Uhr | Finnland    | 4:3 n. V. (0:1, 0:1, 2:0, 1:1, 1:0) Spielbericht | Tschechien | Saturn-Arena, Ingolstadt Zuschauer: 1.830 |
| 11. Juni 2009 20:00 Uhr | Deutschland | 8:3 (2:0, 1:0, 4:1, 1:2) Spielbericht            | Kanada     | Saturn-Arena, Ingolstadt Zuschauer: 3.600 |

Spiel um Platz 5
| 12. Juni 2009 14:00 Uhr | Slowenien | 6:4 (1:1, 1:1, 1:2, 3:0) Spielbericht | Tschechien | Saturn-Arena, Ingolstadt Zuschauer: 183 |

Spiel um Platz 7
| 12. Juni 2009 16:00 Uhr | Slowakei | 1:8 (1:1, 0:4, 0:1, 0:2) Spielbericht | Kanada | Saturn-Arena, Ingolstadt Zuschauer: 380 |

Halbfinale
| 12. Juni 2009 18:00 Uhr | USA         | 8:4 (1:0, 3:1, 2:2, 2:1) Spielbericht | Finnland | Saturn-Arena, Ingolstadt Zuschauer: 1.102 |
| 12. Juni 2009 20:00 Uhr | Deutschland | 6:8 (2:1, 3:3, 1:2, 0:2) Spielbericht | Schweden | Saturn-Arena, Ingolstadt Zuschauer: 3.100 |

Spiel um Platz 3
| 13. Juni 2009 16:00 Uhr | Finnland | 5:9 (2:4, 2:1, 0:1, 1:3) Spielbericht | Deutschland | Saturn-Arena, Ingolstadt Zuschauer: 2.300 |

Finale
| 13. Juni 2009 18:00 Uhr | USA | 6:7 (2:2, 0:2, 3:0, 1:3) Spielbericht | Schweden | Saturn-Arena, Ingolstadt Zuschauer: |

### Division I
|  | Viertelfinale | Viertelfinale  | Viertelfinale |  |  | Halbfinale | Halbfinale     | Halbfinale |  |  | Finale           | Finale           | Finale           |
|  |               |                |               |  |  |            |                |            |  |  |                  |                  |                  |
|  | C1            | Österreich     | 8             |  |  |            |                |            |  |  |                  |                  |                  |
|  | D4            | Südafrika      | 2             |  |  |            |                |            |  |  |                  |                  |                  |
|  |               |                |               |  |  | C1         | Österreich     | 9          |  |  |                  |                  |                  |
|  |               |                |               |  |  | D3         | Ungarn         | 1          |  |  |                  |                  |                  |
|  | C2            | Australien     | 4             |  |  |            |                |            |  |  |                  |                  |                  |
|  | D3            | Ungarn         | 5             |  |  |            |                |            |  |  |                  |                  |                  |
|  |               |                |               |  |  |            |                |            |  |  | C1               | Österreich       | 2                |
|  |               |                |               |  |  |            |                |            |  |  | D2               | Großbritannien   | 1                |
|  | D1            | Brasilien      | 10            |  |  |            |                |            |  |  |                  |                  |                  |
|  | C4            | Taiwan         | 0             |  |  |            |                |            |  |  |                  |                  |                  |
|  |               |                |               |  |  | D1         | Brasilien      | 3          |  |  |                  |                  |                  |
|  |               |                |               |  |  | D2         | Großbritannien | 5          |  |  | Spiel um Platz 3 | Spiel um Platz 3 | Spiel um Platz 3 |
|  | D2            | Großbritannien | 5             |  |  |            |                |            |  |  | D1               | Brasilien        | 4                |
|  | C3            | Japan          | 2             |  |  |            |                |            |  |  | D3               | Ungarn           | 3                |

Viertelfinale
| 11. Juni 2009 13:00 Uhr | Australien     | 4:5 (0:0, 1:0, 1:2, 2:3) Spielbericht  | Ungarn    | Saturn-Arena Halle 2, Ingolstadt Zuschauer: 189 |
| 11. Juni 2009 15:00 Uhr | Großbritannien | 5:2 (0:0, 2:0, 0:1, 3:1) Spielbericht  | Japan     | Saturn-Arena Halle 2, Ingolstadt Zuschauer: 193 |
| 11. Juni 2009 17:00 Uhr | Österreich     | 8:2 (2:0, 4:0, 0:2, 2:0) Spielbericht  | Südafrika | Saturn-Arena Halle 2, Ingolstadt Zuschauer: 211 |
| 11. Juni 2009 19:00 Uhr | Brasilien      | 10:0 (0:0, 5:0, 4:0, 1:0) Spielbericht | Taiwan    | Saturn-Arena Halle 2, Ingolstadt Zuschauer: 123 |

Platzierungsspiele Rang 5 bis 8
| 12. Juni 2009 13:00 Uhr | Japan      | 9:2 (3:1, 3:1, 3:0, 0:1) Spielbericht  | Südafrika      | Saturn-Arena Halle 2, Ingolstadt Zuschauer: 65 |
| 12. Juni 2009 15:00 Uhr | Australien | 15:7 (5:1, 4:0, 3:1, 3:5) Spielbericht | Republik China | Saturn-Arena Halle 2, Ingolstadt Zuschauer:    |

Halbfinale
| 12. Juni 2009 17:00 Uhr | Brasilien  | 3:5 (0:1, 0:2, 2:1, 1:1) Spielbericht | Großbritannien | Saturn-Arena Halle 2, Ingolstadt Zuschauer: 175 |
| 12. Juni 2009 19:00 Uhr | Österreich | 9:1 (4:0, 2:0, 2:0, 1:1) Spielbericht | Ungarn         | Saturn-Arena Halle 2, Ingolstadt Zuschauer: 123 |

Spiel um Platz 3
| 13. Juni 2009 12:00 Uhr | Brasilien | 4:3 (0:2, 2:0, 1:1, 1:0) Spielbericht | Ungarn | Saturn-Arena, Ingolstadt Zuschauer: 118 |

Finale
| 13. Juni 2009 14:00 Uhr | Österreich | 2:1 (0:0, 2:0, 0:0, 0:1) Spielbericht | Großbritannien | Saturn-Arena, Ingolstadt Zuschauer: 500 |

## Abschlussplatzierungen
| RF | Team        |
| -- | ----------- |
| 1  | Schweden    |
| 2  | USA         |
| 3  | Deutschland |
| 4  | Finnland    |
| 5  | Slowenien   |
| 6  | Tschechien  |
| 7  | Kanada      |
| 8  | Slowakei    |

| RF | Team           |
| -- | -------------- |
| 1  | Österreich     |
| 2  | Großbritannien |
| 3  | Brasilien      |
| 4  | Ungarn         |
| 5  | Australien     |
| 6  | Japan          |
| 7  | Südafrika      |
| 8  | Taiwan         |